# Lazar Arsić
Lazar Arsić (Kirin Serbia: Лазар Арсић; sinh 24 tháng 9 năm 1991) là một cầu thủ bóng đá Serbia thi đấu cho Vojvodina.

## Sự nghiệp
Sinh ra ở Beograd, Arsić bắt đầu sự nghiệp ở FK Obilić.  Ngày 13 tháng 8 năm 2010, anh ký hợp đồng cho câu lạc bộ Hungary Vasas SC.  Sau 1,5 năm anh chuyển đến một câu lạc bộ Hungary khác, Lombard-Pápa TFC.  Vào mùa hè 2014 anh trở về Serbia và gia nhập đội bóng hạng cao nhất FK Radnički 1923. Sau khoảng thời gian ở các câu lạc bộ Apollon Smyrni, và Radnik Surdulica của Serbia, Arsić đến ở Radnički Niš, nơi anh thành lập bản thân thành một trong những cầu thủ hàng đầu của câu lạc bộ. Ngày 9 tháng 2 năm 2018, Arsić ký bản hợp đồng 1,5 năm với Vojvodina.